# Anthurium campii
Anthurium campii är en kallaväxtart som beskrevs av Thomas Bernard Croat. Anthurium campii ingår i släktet Anthurium och familjen kallaväxter. Inga underarter finns listade.